# Delta波
delta波（𝛿）是指活動較緩慢的腦波，其在腦電圖上的形狀則是平緩的曲線，往往在深度睡眠時出現。Delta波出現於第三與第四期睡眠，或是大腦損傷或昏迷病患的睡眠。